# Caulolatilus dooleyi
Caulolatilus dooleyi är en fiskart som beskrevs av Berry, 1978. Caulolatilus dooleyi ingår i släktet Caulolatilus och familjen Malacanthidae. IUCN kategoriserar arten globalt som otillräckligt studerad. Inga underarter finns listade i Catalogue of Life.